# 前奏曲Op.28, No. 2 (蕭邦)

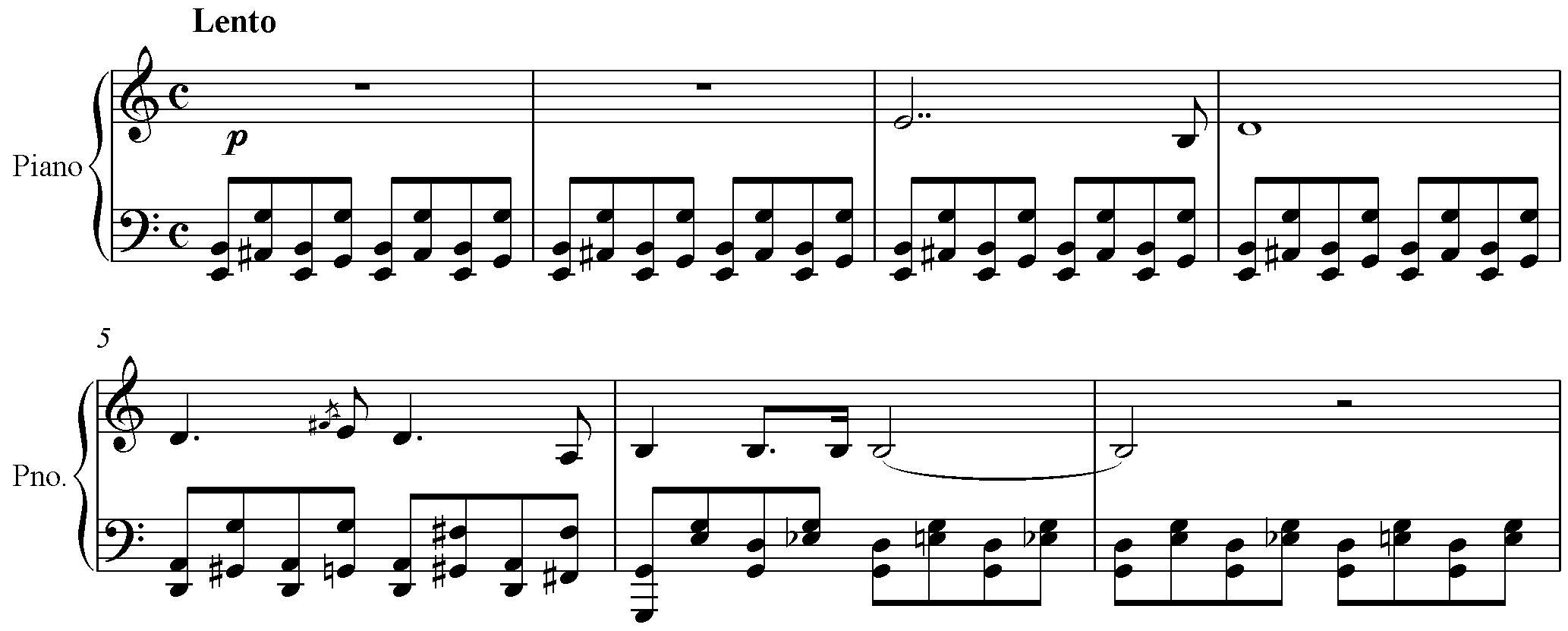
前奏曲Op. 28, No. 2

前奏曲Op. 28, No. 2為蕭邦24首前奏曲中的樂曲，為A小調，緩板，4/4拍。
此曲左手部分為沉重的低音，右手為不加修飾的旋律，營造出荒涼的感覺，與前奏曲No. 1形成強烈對比。樂曲在和聲上具模糊的地方，如曲首以左手單獨奏出，但起始調性為A小調還是E小調有所爭議。奏出此曲並不困難，雖左手具不尋常的指法。但由於樂曲本身異乎尋常，更曾出現波蘭鋼琴家老揚·克萊琴斯基於彈奏整套前奏曲時將首曲重複一次並跳過此曲的情況。
阿爾弗雷德·科爾托將其稱為"痛苦的沉思；那遠處、冷清的海..."(Méditation douloureuse; la mer déserte, au loin...)，汉斯·冯·彪罗將其稱為"死亡的預感"(Presentiment of death)。

## 外部連結
- 前奏曲, Op. 28：国际乐谱典藏计划上的乐谱
- 来自乌托邦计划（英语：Mutopia Project）的多种格式乐谱 （页面存档备份，存于）